# Medical Humanities
Mit dem englischen Begriff Medical Humanities wird ein interdisziplinäres Feld an der Schnittstelle von Medizin und den Humanities bezeichnet. Der Begriff der Humanities ist eine angelsächsische Wissenschaftskategorisierung, die alle Wissenschaften mit Bezug auf Menschen (als Individuen oder Kollektive) umfasst. Die Kategorie ist umfassender als die engere Kategorie der Humanwissenschaften; sowohl diese (wie Psychologie, Pädagogik, Anthropologie, Geografie etc.) gehören dazu als auch die Geisteswissenschaften einschließlich der Philosophie, Geschichts-, Sprach-, Kultur-, Religions- und Literaturwissenschaften, die Kunstgeschichte sowie die Soziologie, Sozial- und Wirtschaftswissenschaften. Im Weiteren werden auch die Künste (Literatur, Theater, Film und Bildende Kunst) zu den Humanities gezählt.

## Entstehung, Ziele
Ziel der Medical Humanities ist, das medizinische Fachpersonal durch kreative Tätigkeiten und die intellektuelle Auseinandersetzung mit obgenannten Disziplinen an die Vielfalt menschlicher Bedürfnisse heranzuführen. Durch Beschäftigung mit den Medical Humanities soll die Reflexion der eigenen Arbeit, das Verständnis für fachfremde Argumente, die Sichtweise von Patienten, die interdisziplinäre Arbeit und die ethische Entscheidungsfindung erfahren und erlernt werden, was zur medizinischen Ausbildung und Praxis beitragen soll. Die Schweizerische Akademie der Medizinischen Wissenschaften und die Schweizerische Akademie der Geistes- und Sozialwissenschaften betreiben seit 2012 ein gemeinsames Projekt zur Förderung der Medical Humanities in der Schweiz.

## Wissenschaftliche Einrichtungen, Institute
- The American Society for Bioethics and Humanities
- McGovern Center for Humanities & Ethics der Medical School der University of Texas, gegründet 2004
- Leeds Centre for Medical Humanities, University of Leeds, gegründet 2012 als interdisziplinäre Zusammenarbeit zwischen der Kunstfakultät und der Fakultät für Medizin und Gesundheit
- Institute for Medical Humanities der University of Durham, gegründet 2002[5]
- Center for the Humanities and Health am King’s College London, gegründet 2010
- Centre for Medical Humanities an der University of Aberdeen
- Program in Medical Humanities and Arts an der University of California, Irvine School of Medicine
- Sydney Centre for Medical Humanities, University of Sydney
- Centre for the Humanities and Medicine an der University of Hong Kong, eingeführt 2012
- Center for Medical Humanities, Compassionate Care, and Bioethics an der Stony Brook University, gegründet 2008
- Division of Medical Humanities at Langone an der New York University School of Medicine, Langone Medical Center
- Medical Humanities Research Centre an der University of Glasgow
- Zentrum für Medical Humanities an der Universität Zürich, gegründet 2014[6][7]
- Center for Community Dialogue and Change ist eine Organisation in Bengaluru, Indien, gegründet 2011. Durch die Methode des Theater der Unterdrückten soll eine verbesserte Arzt-Patient-Beziehung entwickelt werden[8]
- Literature, Arts and Medicine Database (LitMed) an der New York University School of Medicine, begonnen 1993

## Erste Professur für Medical Humanities in Deutschland
Die erste Professur für Medical Humanities in Deutschland richtete zum Wintersemester 2015/16 die Charité ein. Übernommen wurde diese vom Direktor des Instituts für Geschichte und Ethik der Medizin am Universitätsklinikum Hamburg-Eppendorf, Heinz-Peter Schmiedebach.

## Zeitschriften
- Medical Humanities im Verlag der BMJ Publishing Group Ltd, London
- Journal of Medical Humanities bei Springer International Publishing AG, Switzerland
- Eä – Journal of Medical Humanities & Social Studies of Science and Technology bei ISO-CYTE (Research Center on Society, Health, Science and Technology)
- Journal of Medicine and Philosophy bei Oxford University Press
- Theoretical Medicine and Bioethics bei Springer, Netherlands